# Lulu.com
Lulu.com est une plate-forme commerciale d'auto-édition de livres.

## Historique
L'entreprise est fondée en 2002 par Bob Young, ancien CEO de l'entreprise Red Hat,,. Le fondateur voit lui-même une parenté entre la démarche de Lulu et celle des logiciels libres, secteur de Red Hat. « Internet libéralise le métier de l'édition du livre, comme les logiciels libres l'ont fait pour l'édition informatique. C'est l'open source  du marché du livre. ».
Sa mise en ligne est marginale durant ses premières années (55 000 ouvrages durant les deux ans et demi suivant sa création), mais en 2006, l'entreprise devient rentable, et à la moitié de l'année 2007, elle atteint un rythme de 160 000 livres par mois, en même temps qu'elle imprime son millionième livre au total,,.

## Fonctionnement
L'auteur de l'ouvrage se voit proposer la mise en page de son manuscrit grâce à l'un des logiciels proposés par le site.  L'auteur, qui demeure propriétaire des droits afférents au contenu de l'ouvrage, n'a rien à payer, et c'est lui-même qui fixe le prix de vente. L'ouvrage est ensuite commercialisé en ligne sur Lulu.com, mais peut être imprimé sur commande, par Lulu.com et vendu en librairie. Des extraits peuvent être consultés sur le web. À chaque nouvelle commande, le livre est délivré ou imprimé selon le desiderata. L'auteur se rémunère sur les ventes, tout comme le site, qui prélève une commission,.
Des services annexes de relecture sont proposés. Lulu.com a créé également un prix, le Lulu Blooker Prize, qui est une façon de faire parler de ses éditions et de mettre en avant certains ouvrages.